# Lista monumentelor ocrotite de stat din raionul Ocnița
Lista monumentelor din raionul Ocnița cuprinde monumentele patrimoniului cultural din raionul Ocnița înscrise în Registrul monumentelor Republicii Moldova ocrotite de stat.
Registrul monumentelor Republicii Moldova ocrotite de stat a fost aprobat prin Hotărârea Parlamentului nr. 1531-XII împreună cu Legea nr. 1530-XII privind ocrotirea monumentelor RM din 22 iunie 1993. În Monitorul Oficial nr. 1 din 1994 a fost publicată doar Legea, fără a include însă și Registrul, care a fost publicat mult mai târziu, la 2 februarie 2010. A nu se confunda cu Registrul arheologic național sau cel al monumentelor de for public, care sunt liste diferite ce vizează doar anumite compartimente ale patrimoniului cultural, întocmite în baza unor legi separate.
Lista completă este menținută și actualizată periodic de către Ministerul Culturii din Republica Moldova, dar înainte ca modificările să intre în vigoare acestea trebuie să fie aprobate de către Parlament. Această listă este menită să cuprindă și actualizările ulterioare.
| Nr.  | Localizare                                                                   | Denumire                                                                                                 | Datare                  | Tip   | Însemnătate | Imagine                 | Erori             |
| ---- | ---------------------------------------------------------------------------- | --- | ----------------------- | ----- | ----------- | ----------------------- | ----------------- |
| 1654 | Ocnița 48°24′22″N 27°29′08″E / 48.406201894001°N 27.48550129066°E            | Biserica „Sf. Gheorghe” (fresce)                                                                         | înc. sec. XX, anii 1930 | At Ar | N           | galerie \| Încarcă foto | Raportează eroare |
| 1655 | Ocnița 48°24′24″N 27°29′04″E / 48.406700897809°N 27.484500939146°E           | Clădirea fostei școli feroviare                                                                          | 1905                    | At    | N           | Încarcă foto            | Raportează eroare |
| 1656 | Ocnița 48°24′20″N 27°29′06″E / 48.405555555556°N 27.485°E                    | Complexul de clădiri ale nodului de cale ferată cu orășelul feroviarilor                                 | 1893                    | At    | N           | galerie \| Încarcă foto | Raportează eroare |
| 1658 | Ocnița 48°24′26″N 27°29′00″E / 48.407197133522°N 27.483425138454°E           | Mormânt comun al 13 ostași căzuți în 1944                                                                | 1974                    | Is    | L           | Încarcă foto            | Raportează eroare |
| 1660 | Otaci 48°26′38″N 27°46′55″E / 48.443958025893°N 27.781886872227°E            | Biserica „Sf. Nicolae”                                                                                   | 1793                    | At    | N           | galerie \| Încarcă foto | Raportează eroare |
| 1661 | Otaci 48°26′42″N 27°46′45″E / 48.445004201308°N 27.779074451809°E            | Monument la mormântul comun al 29 ostași și în memoria a 53 consăteni căzuți în 1944                     | 1975                    | Is    | L           | galerie \| Încarcă foto | Raportează eroare |
| 1662 | Otaci 48°26′39″N 27°46′55″E / 48.444034287201°N 27.78183964075°E             | Monument funerar lui E. M. Gorceacov (Cantacuzino)                                                       | 1854                    | Ar    | N           | galerie \| Încarcă foto | Raportează eroare |
| 1663 | Otaci 48°26′39″N 27°47′25″E / 48.444222222222°N 27.790361111111°E            | Podul „Prietenia”                                                                                        | 1957                    | Is    | L           | galerie \| Încarcă foto | Raportează eroare |
| 1664 | Frunză 48°24′41″N 27°35′56″E / 48.411485183469°N 27.598985485757°E           | Castel de apă                                                                                            | sf. sec. XIX            | At    | N           | Încarcă foto            | Raportează eroare |
| 1665 | Berezovca                                                                    | Monument în memoria a 15 consăteni căzuți în 1941-1945                                                   |                         | Is    | L           | Încarcă foto            | Raportează eroare |
| 1666 | Berezovca 48°22′17″N 27°46′56″E / 48.371472°N 27.782139°E                    | Obeliscul „Locul decesului hatmanului polonez Stanislaw Zolkewsky”                                       | 1620                    | Is    | N           | galerie \| Încarcă foto | Raportează eroare |
| 1672 | Bîrnova 48°25′22″N 27°31′35″E / 48.422702085774°N 27.526515122012°E          | Monument în memoria consătenilor căzuți în 1941-1945                                                     | 1975                    | Is    | L           | Încarcă foto            | Raportează eroare |
| 1673 | Bîrnova                                                                      | Sculptură populară. La cimitir                                                                           | sec. XIX                | Ar    | L           | Încarcă foto            | Raportează eroare |
| 1674 | Bîrnova                                                                      | Mormântul ostașului căzut în luptă                                                                       | 1944                    | Is    | L           | Încarcă foto            | Raportează eroare |
| 1681 | Călărașeuca 48°24′34″N 27°50′11″E / 48.40955556°N 27.83633333°E              | Mănăstirea „Adormirea Maicii Domnului”                                                                   | sec. XVIII-XX           | At    | N           | galerie \| Încarcă foto | Raportează eroare |
| 1682 | Călărașeuca                                                                  | Monument la mormântul comun al 43 ostași căzuți în 1944 și în memoria a 46 consăteni căzuți în 1941-1945 | 1975                    | Is    | L           | Încarcă foto            | Raportează eroare |
| 1683 | Călărașeuca 48°25′59″N 27°47′51″E / 48.433050480733°N 27.797415574724°E      | Pod de piatră „Turcesc”                                                                                  | 1829                    | At    | N           | galerie \| Încarcă foto | Raportează eroare |
| 1685 | Cepeleuți 48°17′44″N 27°18′24″E / 48.295608519801°N 27.306637104514°E        | Biserica de lemn „Acoperământul Maicii Domnului”                                                         | 1861                    | At    | N           | Încarcă foto            | Raportează eroare |
| 1686 | Cepeleuți                                                                    | Monument în memoria a 98 consăteni căzuți în 1941-1945                                                   | 1970                    | Is    | L           | Încarcă foto            | Raportează eroare |
| 1696 | Clocușna 48°25′48″N 27°20′33″E / 48.429972998274°N 27.342583390646°E         | Biserica de lemn „Sf. Ioan Evanghelistul”                                                                | 1893                    | At    | N           | galerie \| Încarcă foto | Raportează eroare |
| 1697 | Clocușna 48°25′38″N 27°20′31″E / 48.42715020315°N 27.341959739036°E          | Monument în memoria a 102 consăteni căzuți în 1941-1945                                                  | 1972                    | Is    | L           | galerie \| Încarcă foto | Raportează eroare |
| 1698 | Clocușna                                                                     | Mormânt comun al victimelor fascismului. La cimitir                                                      |                         | Is    | L           | Încarcă foto            | Raportează eroare |
| 1700 | Codreni 48°25′51″N 27°43′26″E / 48.430790004077°N 27.723957241204°E          | Biserica de lemn „Sf. Nicolae”                                                                           | 1896                    | At    | N           | galerie \| Încarcă foto | Raportează eroare |
| 1701 | Codreni                                                                      | Monument în memoria a 80 consăteni căzuți în 1941-1945                                                   |                         | Is    | L           | Încarcă foto            | Raportează eroare |
| 1706 | Corestăuți 48°21′03″N 27°15′51″E / 48.350966694933°N 27.264257376489°E       | Monument în memoria consătenilor căzuți în 1941-1945                                                     | 1967                    | Is    | L           | galerie \| Încarcă foto | Raportează eroare |
| 1712 | Dîngeni 48°20′51″N 27°28′59″E / 48.347501799947°N 27.482961932416°E          | Biserica de lemn „Sf. Arhanghel Mihail”                                                                  | 1910                    | At    | N           | galerie \| Încarcă foto | Raportează eroare |
| 1713 | Dîngeni                                                                      | Casa lui D. Nichitoi                                                                                     | înc. sec. XX            | At    | L           | Încarcă foto            | Raportează eroare |
| 1714 | Dîngeni 48°20′40″N 27°28′27″E / 48.344374067819°N 27.474197999949°E          | Spital cu parc                                                                                           | înc. sec. XX            | At    | N           | galerie \| Încarcă foto | Raportează eroare |
| 1715 | Dîngeni                                                                      | Monument comemorativ de război (1941-1945)                                                               | 1964                    | Is    | L           | Încarcă foto            | Raportează eroare |
| 1719 | Gîrbova                                                                      | Monument în memoria a 35 consăteni căzuți în 1941-1945                                                   | 1975                    | Is    | L           | Încarcă foto            | Raportează eroare |
| 1723 | Grinăuți 48°18′48″N 27°27′58″E / 48.313196184972°N 27.466116146969°E         | Școala agricolă                                                                                          | sf. sec. XIX            | Is    | N           | galerie \| Încarcă foto | Raportează eroare |
| 1725 | Grinăuți-Moldova 48°17′13″N 27°26′28″E / 48.286845543649°N 27.441085271073°E | Biserica „Sf. Nicolae”                                                                                   | sec. XIX                | At    | L           | Încarcă foto            | Raportează eroare |
| 1726 | Grinăuți-Moldova                                                             | Monument în memoria a 100 consăteni căzuți în 1941-1945                                                  | 1975                    | Is    | L           | Încarcă foto            | Raportează eroare |
| 1736 | Hădărăuți 48°22′22″N 27°20′15″E / 48.37288383738°N 27.33743787928°E          | Biserica „Înălțarea Domnului”                                                                            | 1807                    | At    | N           | galerie \| Încarcă foto | Raportează eroare |
| 1737 | Hădărăuți 48°22′12″N 27°20′07″E / 48.370104578312°N 27.335354230471°E        | Monument comemorativ de război (1941-1945)                                                               | 1975                    | Is    | L           | galerie \| Încarcă foto | Raportează eroare |
| 1738 | Hincăuți 48°16′46″N 27°19′00″E / 48.279509738548°N 27.316679471459°E         | Biserica de lemn „Sf. Arhanghel Mihail”                                                                  | 1806                    | At    | N           | galerie \| Încarcă foto | Raportează eroare |
| 1739 | Hincăuți                                                                     | Monument în memoria a 99 consăteni căzuți în 1941-1945                                                   | 1975                    | Is    | L           | Încarcă foto            | Raportează eroare |
| 1745 | Lencăuți 48°26′08″N 27°38′58″E / 48.435472505521°N 27.649508562046°E         | Biserica „Acoperământul Maicii Domnului”                                                                 | 1894                    | At    | L           | galerie \| Încarcă foto | Raportează eroare |
| 1746 | Lencăuți                                                                     | Monument în amintirea consătenilor căzuți în război (1914-1918)                                          |                         | Is    | L           | Încarcă foto            | Raportează eroare |
| 1747 | Lencăuți 48°26′07″N 27°38′47″E / 48.435205497582°N 27.646372582982°E         | Monument în memoria a 30 ostași consăteni căzuți în 1941-1945                                            | 1967                    | Is    | L           | Încarcă foto            | Raportează eroare |
| 1752 | Lipnic 48°23′33″N 27°30′50″E / 48.39243957091°N 27.513778311165°E            | Biserica „Sf. Arhanghel Mihail”                                                                          | 1888                    | At    | L           | galerie \| Încarcă foto | Raportează eroare |
| 1754 | Lipnic–Paustova 48°22′35″N 27°33′21″E / 48.376461595789°N 27.555855255649°E  | Câmpul de luptă a lui Ștefan cel Mare cu tătarii                                                         | 1970                    | Is    | N           | galerie \| Încarcă foto | Raportează eroare |
| 1755 | Lipnic–Paustova                                                              | Monument în memoria a 34 consăteni căzuți în 1941-1945                                                   |                         | Is    | L           | Încarcă foto            | Raportează eroare |
| 1762 | Mereșeuca 48°25′51″N 27°41′01″E / 48.430882806366°N 27.683524367602°E        | Biserica „Înălțarea Sf. Cruci”                                                                           | 1819                    | At    | N           | galerie \| Încarcă foto | Raportează eroare |
| 1764 | Mereșeuca                                                                    | Monument la mormântul a 2 ostași                                                                         | 1941                    | Is    | L           | Încarcă foto            | Raportează eroare |
| 1769 | Mihălășeni 48°19′27″N 27°25′25″E / 48.324252236522°N 27.423502231193°E       | Biserica „Sf. Mihail”                                                                                    | 1833                    | At    | L           | galerie \| Încarcă foto | Raportează eroare |
| 1770 | Mihălășeni 48°19′22″N 27°25′29″E / 48.322751988093°N 27.424763257387°E       | Monument în memoria a 22 consăteni căzuți în 1941-1945                                                   | 1970                    | Is    | L           | galerie \| Încarcă foto | Raportează eroare |
| 1779 | Naslavcea 48°27′58″N 27°35′05″E / 48.466022090419°N 27.584776009124°E        | Biserica „Adormirea Maicii Domnului”                                                                     | 1904                    | At    | L           | galerie \| Încarcă foto | Raportează eroare |
| 1780 | Naslavcea                                                                    | Moară de apă                                                                                             | sf. sec. XIX            | Is At | N           | Încarcă foto            | Raportează eroare |
| 1781 | Naslavcea                                                                    | Monument la mormântul a 2 ostași căzuți în 1941-1945                                                     |                         | Is    | L           | Încarcă foto            | Raportează eroare |
| 1782 | Naslavcea 48°28′09″N 27°35′04″E / 48.469040960215°N 27.584343447547°E        | Monument în memoria a 62 consăteni căzuți în 1941-1945                                                   | 1972                    | Is    | L           | Încarcă foto            | Raportează eroare |
| 1790 | Ocnița 48°23′02″N 27°26′27″E / 48.383787824365°N 27.440800064031°E           | Biserica de lemn „Sf. Arhanghel Mihail”                                                                  | 1882                    | At    | N           | galerie \| Încarcă foto | Raportează eroare |
| 1791 | Ocnița 48°23′10″N 27°25′52″E / 48.386055993864°N 27.431103806393°E           | Casă din conacul scriitorului C. Stamati                                                                 | sec. XIX                | Is    | N           | galerie \| Încarcă foto | Raportează eroare |
| 1792 | Ocnița                                                                       | Monument comemorativ de război (1941-1945)                                                               |                         | Is    | L           | Încarcă foto            | Raportează eroare |
| 1793 | Ocnița 48°22′46″N 27°26′20″E / 48.379518689586°N 27.438856160581°E           | Monument la mormântul a 13 ostași căzuți în 1941 și în memoria consătenilor căzuți în 1941-1945          |                         | Is    | L           | galerie \| Încarcă foto | Raportează eroare |
| 1794 | Ocnița                                                                       | Mormântul scriitorului C. Stamati (1786-1869)                                                            |                         | Is    | N           | Încarcă foto            | Raportează eroare |
| 1800 | Rujnița 48°15′35″N 27°25′45″E / 48.259739071857°N 27.429289636978°E          | Conacul Biberi                                                                                           | anii 1860               | At    | N           | galerie \| Încarcă foto | Raportează eroare |
| 1801 | Rujnița 48°15′36″N 27°25′38″E / 48.260113065722°N 27.427336976641°E          | Monument în memoria a 74 ostași consăteni căzuți în 1941-1945                                            | 1965                    | Is    | L           | Încarcă foto            | Raportează eroare |
| 1804 | Sauca 48°22′35″N 27°43′36″E / 48.37645567475°N 27.726717671649°E             | Biserica de lemn „Sf.Nicolae”                                                                            | 1898                    | At    | N           | galerie \| Încarcă foto | Raportează eroare |
| 1805 | Sauca 48°22′32″N 27°43′20″E / 48.375507013065°N 27.72227469472°E             | Casa memorială a lui Petru Zadnipru (1927-1976)                                                          | înc. sec. XX            | Is    | N           | Încarcă foto            | Raportează eroare |
| 1806 | Sauca                                                                        | Monument în memoria a 91 consăteni. 1941-1945                                                            | 1971                    | Is    | L           | Încarcă foto            | Raportează eroare |
| 1807 | Sauca                                                                        | Mormântul lui Petru Zadnipru. La cimitir                                                                 |                         | Is    | N           | galerie \| Încarcă foto | Raportează eroare |
| 1808 | Sauca                                                                        | Mormântul lingvistului V. Sorbală (1926-1979). La cimitir                                                |                         | Is    | L           | Încarcă foto            | Raportează eroare |
| 1815 | Vălcineț 48°27′02″N 27°43′28″E / 48.450510071431°N 27.724425158392°E         | Biserica „Nașterea Maicii Domnului”                                                                      | 1909                    | At    | L           | galerie \| Încarcă foto | Raportează eroare |
| 1816 | Vălcineț 48°27′06″N 27°43′46″E / 48.451702564714°N 27.729531052131°E         | Monument în memoria a 88 consăteni căzuți în 1941-1945                                                   | 1975                    | Is    | L           | Încarcă foto            | Raportează eroare |
| 1817 | Vălcineț                                                                     | Monument la mormântul ostașului căzut în 1944 și în memoria consătenilor (1944)                          |                         | Is    | L           | Încarcă foto            | Raportează eroare |
| 1818 | Vălcineț                                                                     | Mormântul ostașului căzut în luptă                                                                       | 1941                    | Is    | L           | Încarcă foto            | Raportează eroare |
| 1823 | Verejeni 48°26′37″N 27°36′55″E / 48.443540094235°N 27.615168083592°E         | Biserica „Sf. Arhanghel Mihail”                                                                          | 1915                    | At    | L           | Încarcă foto            | Raportează eroare |
| 1824 | Verejeni                                                                     | Monument în memoria consătenilor căzuți în 1941-1945                                                     |                         | Is    | L           | Încarcă foto            | Raportează eroare |
| 1826 | Unguri 48°24′04″N 27°52′15″E / 48.401070996876°N 27.870698274359°E           | Biserica „Nașterea Maicii Domnului”                                                                      | 1914                    | At    | L           | galerie \| Încarcă foto | Raportează eroare |
| 1827 | Unguri 48°23′53″N 27°52′25″E / 48.398090716688°N 27.873653135556°E           | Monument la mormântul ostașului căzut în 1944 și în memoria consătenilor căzuți în 1941-1945             |                         | Is    | L           | galerie \| Încarcă foto | Raportează eroare |